# Kokkinotrimithiá
Kokkinotrimithiá är en ort i Cypern.   Den ligger i distriktet Eparchía Lefkosías, i den centrala delen av landet, 15 km väster om huvudstaden Nicosia. Kokkinotrimithiá ligger 218 meter över havet och antalet invånare är 3 223. Den ligger på ön Cypern.
Terrängen runt Kokkinotrimithiá är lite kuperad, och sluttar norrut.Trakten runt Kokkinotrimithiá är tätbefolkad, med 356 invånare per kvadratkilometer. Närmaste större samhälle är Nicosia, 15,1 km öster om Kokkinotrimithiá. Trakten runt Kokkinotrimithiá är i huvudsak ett öppet busklandskap.